# Kirribilli
Kirribilli ist ein Stadtteil von Sydney (Australien) im lokalen Verwaltungsgebiet von North Sydney. Er befindet sich unweit der Hafenbrücke (Sydney Harbour Bridge) am nördlichen Ufer des Port Jackson (Sydney Harbour). Auf der gegenüberliegenden Seite des Hafens liegen das Opernhaus (Sydney Opera House) und der Botanische Garten (Royal Botanic Gardens). Zudem grenzt er an den Stadtteil Milson’s Point, mit dem er die Postleitzahl 2061 teilt.
Der Name des Stadtteils leitet sich von dem Wort Kiarabilli des vormals örtlich lebenden Aborigine-Stammes ab und bedeutet so viel wie „ein guter Platz zum Fischen“. Kirribilli ist einer der ältesten Stadtteile Sydneys und gar Australiens. Historisch war das Gebiet von Kirribilli Teil einer Landschenkung an James Milson nach dem der benachbarte Stadtteil Milson’s Point benannt wurde.
In Kirribilli liegen zum einen das Kirribilli House, der Wohnsitz des australischen Premierministers, und zu anderen das Admiralty House, der Wohnsitz des Generalgouverneurs von Australien, sofern diese sich in Sydney aufhalten. Daneben befindet sich in Kirribilli auch den Sitz des Royal Sydney Yacht Squadron.
Nach der Volkszählung 2011 leben in diesem Stadtteil auf einer Fläche von 0,5 km² 3,668 Menschen, von denen 51 % in Australien geboren wurde. Die Bewohner sind den etablierten gutbürgerlichen Gesellschaftsschichten zuzuordnen, was sich auch häufig in der Architektur der Wohnhäuser widerspiegelt. Die Atmosphäre des Stadtteils kann zudem, obschon im Zentrum Sydneys gelegen, als ruhig und fast dörflich charakterisiert werden. Dies mag daran liegen, dass er abseits großer Verkehrsstraßen liegt sowie zu drei Vierteln vom Wasser umgeben ist.
Das Kirribilli Neighbourhood Centre ist ein wichtiger Motor für das soziale und kulturelle Leben des Stadtteils. Es werden dort verschiedene Kurse und weitere unterschiedliche Aktivitäten angeboten. Daneben organisiert es die Kirribilli Markets sowie die Kirribilli Arts and Design Markets, die sich im zweiwöchentlichen Rhythmus abwechselnden Künstler- und Kleinkrämermärkte.
Es gibt in Kirribilli auch zwei Schulen, das St Aloysius' College, welches ausschließlich von Jungen besucht wird, und das Loreto Kirribilli, auf das nur Mädchen gehen.
Verkehrstechnisch ist Kirribilli gut an das restliche Sydney angebunden. Es gibt zwei Anlegestellen, die Kirribilli Wharf und die Beulah Street Wharf (spr. Bjula), die im regelmäßigen Fährverkehr bedient werden. Die nächstgelegene CityRail-Station ist Milson’s Point, von wo aus man mit der S-Bahn in alle Teile Sydneys gelangen kann. Auch eine Buslinie, die eine Schleife durch den Stadtteil fährt, verbindet mit dem Rest von Sydney. Mit dem Auto fährt man direkt über eine Anschlussstelle hinter der Hafenbrücke auf den Bradfield Highway, der sowohl in den Norden wie in das Stadtzentrum und in den Süden von Sydney führt.

## Söhne und Töchter des Stadtteils
- Elizabeth von Arnim (1866–1941), britische Schriftstellerin deutscher Herkunft